# Kamniška Bistrica (rivière)
Pour l’article homonyme, voir Kamniška Bistrica (vallée).
La Kamniška Bistrica est une rivière du nord de la Slovénie qui prend sa source dans les Alpes kamniques et se jette dans la Save.
Elle tient son nom de la ville de Kamnik, dont elle traverse aussi la commune, ainsi que celles de Domžale et de Dol pri Ljubljani.
Sa source est karstique, surgissant sous une roche et formant un étang. Le cours supérieur est abondant en truites.

## Affluents
- Gauche : Kamniška Bela ; Dolski graben ; Konjski potok ; Črna ; Nevljica ; Krajček ; Stanjšek ; Rača ; Žabnica.
- Droite : Sedelšček; Krvavec ; Korošica ; Grohat ; Bistričica ; Stranjski potok ; Pšata ; Mlinščica ; Strudenčica.